# بحيرة بيروكا
بحيرة بيروكا (بالكرواتية: Perućko jezero)، هي بحيرة صناعية في جنوب كرواتيا.